# Tugimaantee 25
De Tugimaantee 25 is een secundaire weg in Estland. De weg loopt van Mäeküla via Koeru naar Kapu en is 25,3 kilometer lang. 